# Emmanuel de Merode
Pour les articles homonymes, voir Merode.
Emmanuel Werner Marie Ghislain de Merode, né le 5 mai 1970 à Carthage en Tunisie, est un anthropologue et primatologue belge, directeur provincial de l’Institut congolais pour la conservation de la nature (ICCN) au Nord-Kivu et conservateur du parc national des Virunga en république démocratique du Congo.

## Ascendance et famille
Le prince Emmanuel Werner Marie Ghislain de Merode est le deuxième fils de Charles Guillaume, prince de Merode, et de son épouse, la princesse Hedwige de Ligne de la Trémoïlle (sœur de Charles-Antoine de Ligne-La Trémoille). Ses parents appartiennent à deux des plus anciennes familles belges. Dans le cadre de ses activités professionnelles, il n'utilise pas le titre de noblesse conféré à sa famille en 1929. Son père réside en France dans le grand château de Serrant, propriété de la famille.
Emmanuel de Merode est l'époux, depuis le 6 décembre 2003, de Louise Leakey, paléontologue kényane d'origine britannique, et le père de deux filles, Seiyia Ina (née en 2004) et Alexia Meave (née en 2006).

## Carrière
Anthropologue de formation, ardent défenseur de la conservation de la nature, il a travaillé au contrôle du commerce de la viande de brousse et à la protection de la faune sauvage en Afrique centrale et de l'Est. Sa tâche principale était le support des gardes dans les parcs nationaux difficiles d'accès, principalement ceux de l'est de la république démocratique du Congo, notamment lors des dix années de guerre civile.  
Le 1er août 2008, il est engagé par le gouvernement congolais comme directeur du Parc national des Virunga. Après avoir prêté serment d'allégeance au drapeau congolais, il devient le seul étranger à exercer des pouvoirs judiciaires durant la guerre qui déchire ce pays d'Afrique centrale. Il réside au siège du parc à Rumangabo, en bordure du secteur des gorilles de montagne. Les 680 rangers du parc sont sous son commandement et son travail est focalisé sur la protection de la faune exceptionnelle, qui comprend notamment, outre une importante population de gorilles de montagne, des éléphants, des okapis et des chimpanzés. 
Sa première percée a été de négocier un accord entre le gouvernement congolais et le chef rebelle Laurent Nkunda pour épargner le secteur des gorilles de montagne des ravages de la guerre civile et pour permettre aux rangers du gouvernement de se déployer en territoire rebelle.
Étant donné le sous-financement récurrent du parc, il a développé un site Web pour récolter des fonds. Cela lui permet d'augmenter le minimum vital que le parc reçoit de l'Union européenne. Son travail inclut aussi la promotion de la briquette de biomasse pour remplacer le charbon de bois dont la production détruit la forêt.
Lors de sa prestation de serment, Merode déclare « L'intensité du conflit dans et autour du parc en fait un défi de taille, mais c'est un grand privilège de travailler de pair avec une équipe aussi dévouée et courageuse de gardes. J'ai une réelle confiance dans notre capacité à assurer un avenir pour le parc afin de garantir qu'il apporte une contribution positive à la vie de la population du Nord-Kivu. ». La mission qui lui est confiée n'est pas sans risques. Pilote, Emmanuel de Mérode s'envole régulièrement vers des sites d'exploitation forestière illégale ; il partage le quotidien de ses gardes et dort sous la tente comme eux. 206 gardes du parc national des Virunga ont été tués dans l'exercice de leurs fonctions lors de conflits avec les groupes armés entre 1998 et 2022  , .
Il présente son travail et celui des gardes des Virunga à Genève le 13 octobre 2011, lors d'une conférence TEDxWWF intitulée A story of conflict, renewal and hope (« Histoire d'un conflit, renouveau et espoir »). Sous sa direction, le parc des Virunga a été rouvert au tourisme en 2014. Les activités touristiques sont cependant fortement encadrées et limitées à des groupes de six personnes. Le port du masque est obligatoire pour s'approcher des gorilles, car, selon les dires de l’organisation WWF, ceux-ci sont très sensibles aux virus.

### Tentative d'assassinat
Alors qu'il venait de remettre un rapport au procureur de la République à Goma sur les activités illégales de Soco International, Emmanuel de Merode est gravement blessé par balles dans une embuscade sur la route entre Goma et Rumangabo le 15 avril 2014. Il réussit toutefois à échapper à ses agresseurs et parvient avec l'aide de deux motards à gagner l'hôpital. Didier Reynders, ministre fédéral des Affaires étrangères, du Commerce extérieur et des Affaires européennes de Belgique et la représentation de l'Union européenne en RDC ont fermement condamné cette attaque. 
Trois pistes sont identifiées : les braconniers, les rebelles des Forces démocratiques de libération du Rwanda (FDLR) qui exploitent le charbon de bois, ou le groupe pétrolier Soco International, qui dément toute implication sur son site internet. 
Son état de santé le permettant, Emmanuel de Merode est transféré le 18 avril 2014, par avion médicalisé, vers Nairobi au Kenya pour sa revalidation physique auprès de sa famille. Le 22 mai 2014, il annonce son retour à la tête du parc lors d'une conférence de presse au siège de l’ICCN à Rumangabo. Il fait ensuite une tournée de tous les postes au sein du parc, assurant tous ses collaborateurs de sa détermination de continuer le travail de conservation et de développement du parc national.

## Titulature
- Prince de Mérode, depuis sa naissance et second fils du prince de Merode-Westerloo, chef de la Maison de Merode

## Décorations
- 2015 :  Grand officier de l'ordre de Léopold[22]
- 2019 :  Officier de l'ordre de l'Empire britannique (OBE)

## Honneurs académiques
- Docteur honoris causa de la faculté de droit de l'université de Hasselt, 2015[23]
- Docteur honoris causa en humane letters de l'université d'État de New York à Stony Brook, 2017[24]